# Fallah Johnson
Fallah Johnson (ur. 26 października 1976 w Monrovii) – liberyjski piłkarz grający na pozycji obrońcy.

## Kariera klubowa
Karierę piłkarską Johnson rozpoczął w klubie Mighty Barolle z Monrovii. W jego barwach zadebiutował w 1995 roku w liberyjskiej Premier League. W 1995 roku wywalczył z nim mistrzostwo Liberii oraz zdobył Puchar Liberii. W 1999 roku odszedł do LPRC Oilers, z którym także sięgnął po dublet. Z kolei w 2000 roku grał w dwóch klubach, Monrovia Black Star FC oraz ponownie w LPRC Oilers, z którym znów wygrał krajowy puchar. W 2001 roku wrócił do Mighty Barole, gdzie grał przez rok, zostając z nim mistrzem Liberii.
W 2002 roku Johnson wyjechał do Indonezji, a jego pierwszym klubem w tym kraju był Persita Tangerang, w którym grał w latach 2002-2007. Następnie odszedł do Persiku Kediri, w którym grał do 2008 roku. W 2010 roku przeszedł do zespołu Persikab Kabupaten Bandung. W 2011 roku zakończył w nim swoją karierę.

## Kariera reprezentacyjna
W reprezentacji Liberii Johnson zadebiutował 16 czerwca 1995 roku w zremisowanym 1:1 towarzyskim meczu z Wybrzeżem Kości Słoniowej. W 1996 roku rozegrał jeden mecz w Pucharze Narodów Afryki 1996, z Gabonem (2:1).
W 2002 roku Johnson został powołany do kadry na Puchar Narodów Afryki 2002. Wystąpił na nim w 2 spotkaniach: z Algierią (2:2) i z Nigerią (0:1). W kadrze narodowej grał do 2004 roku i rozegrał w niej 34 mecze.